# Monkey Man
〈Monkey Man〉은 1969년 음반 《Let It Bleed》의 여덟 번째 곡으로 등장한 영국의 록 밴드 롤링 스톤스의 곡이다.